# Wigand Möller von Möllerstein
Wigand Möller von Möllerstein, auch Wi(e)gand Moller von Mollerstein/Mollerstain (* 9. März 1579 in Görlitz; † 10. Mai 1637 ebd.), war Bürgermeister von Görlitz im Jahr 1625. Er entstammte dem Görlitzer Adelsgeschlecht Möller von Möllerstein.

## Biographie
Wigands Vater Heinrich Möller von Möllerstein (* September 1543; † 6. Juni 1616) war in erster Ehe mit Ursula, Tochter des Richters Paul Schneider, und in zweiter Ehe mit Martha, Tochter eines weiteren Görlitzer Stadtrichters Georg Rößler verheiratet. Aus welcher Ehe Wigand stammte lässt sich den Quellen nicht entnehmen. Er hatte neun Geschwister.
Wigand studierte wie sein Vater in Leipzig, darüber hinaus in Jena und in Frankfurt. Zurück in Görlitz wurde er im Jahr 1606 Stadtschreiber und heiratete am 25. Mai 1607 in Görlitz Susanna Schnitter (* 1584; † 18. Mai 1654), Tochter des Görlitzer Richters und Bürgermeisters Tobias Schnitter. Der Ehe entstammten sieben Söhne und fünf Töchter, darunter der Görlitzer Bürgermeister Christian Möller von Möllerstein und Susanna, die den Kaufherren Jakob Schöne heiratete.